# 콜로니 낙하
콜로니 낙하(일본어: コロニー落とし)는 애니메이션 《기동전사 건담》 시리즈에서 사용된 가공의 대량 파괴 공격이다. 스페이스 콜로니를 질량 무기로써 지구나 달의 목표 지점에 낙하시켜 목표를 포함한 주변 일대를 광범위하게 파괴한다. 콜로니 떨구기, 콜로니 떨어뜨리기라고도 한다.
콜로니 이외의 중량물(인공천체, 소행성, 대형 함선 등)을 질량 무기로 사용하는 전법에 대해서도 이 문서에서 다룬다.

## 같이 보기
- 기동전사 건담